# Златополь (Запорожская область)
Златополь (укр. Златопіль) — село,
Скельковский сельский совет,
Васильевский район,
Запорожская область,
Украина.
Код КОАТУУ — 2320986602. Население по переписи 2001 года составляло 354 человека.
С 2022 года находится под оккупацией России в результате Вторжения России на Украину

## Географическое положение
Село Златополь находится на левом берегу Каховского водохранилища (Днепр),
выше по течению на расстоянии в 1,5 км расположено село Маячка,
ниже по течению на расстоянии в 2 км расположен город Днепрорудное.
Рядом проходит автомобильная дорога Т-0817.

## Происхождение названия
На территории Украины 2 населённых пункта с названием Златополь. (Златополь. Харьковская Обл)

## История
- 1784 — дата основания.